# Neolophonotus sinis
Neolophonotus sinis là một loài ruồi trong họ Asilidae. Neolophonotus sinis được Londt miêu tả năm 1988. Loài này phân bố ở vùng nhiệt đới châu Phi.